# 사건번호 113
《사건번호 113》은 2013년 5월 30일에 SBS에서 방송된 2부작 특집 드라마이다.

## 등장 인물

### 주요 인물
- 김미숙 : 강희경 역 - 세 번째 용의자, 은혜리의 어머니, 신경정신과 의사
- 김민서 : 홍승주 역 (아역 김지영) - 본 사건 담당검사
- 기태영 : 장준석 역 - 본 사건 담당형사
- 한유이 : 은혜리 역 (아역 이예선) - 첫 번째 용의자

- 연제욱 : 김기준 역 - 두 번째 용의자
- 최필립 : 이겨라 역 - 변호사
- 전국환 : 장종범 역 - 장준석의 아버지
- 이한위 : 황 계장 역
- 성병숙 : 홍승주의 어머니 역
- 박명신 : 한동호의 어머니 역
- 김병춘 : 최 반장 역
- 이익준 : 한동호 역 - 피해자
- 김은혜 : 김미경 역 - 은혜리의 친구
- 오희준 : 김경득 역
- 황병효 : 한동호의 친구 역

### 그 외
- 권영경
- 정나진
- 설창희
- 이두석 : 김 간호사 역
- 이우신 : 재판장 역
- 정수인 : 은혜리의 고등학교 동창 역 - 편의점 알바생
- 김광인
- 천예원 : 캐디 역
- 정현석 : 국과수 영상팀 직원 역
- 손선근 : 국과수 직원 역
- 곽현 : 의사 역
- 육미라 : 강희경의 전 동료의사 역
- 이세랑 : 단기 부분기억상실증 환자 역
- 홍승범 : 단기 부분기억상실증 환자의 남편 역
- 정혜림
- 하수호 : 골프강사 역
- 김종국 : 심부름꾼 역
- 김재일 : 김기준을 아는 남자 역
- 강문경
- 이새윤
- 최정수
- 황보미
- 김한희
- 박설영 : 간호사 역
- 정주리
- 김태현
- 김회현
- 박진희

## 시청률
최저 시청률과 최고 시청률은 시청률 조사회사와 지역별로 시청률에 차이가 있을 수 있습니다.
| 2013년 | 2013년   | 2013년         | 2013년 |
| 회차   | 방송일   | AGB 시청률     |        |
| 회차   | 방송일   | 대한민국(전국) |        |
| ------ | -------- | -------------- | ------ |
| 제1회  | 5월 30일 | 5.5%           |        |
| 제2회  | 5월 30일 | 5.5%           |        |

## 동시간대 드라마
- 천명 - 조선판 도망자 이야기 (KBS2, 2013년 4월 24일 ~ 2013년 6월 27일)
- 남자가 사랑할 때 (MBC, 2013년 4월 3일 ~ 2013년 6월 6일)